# Matamos
Matamos è un singolo del rapper portoricano Anuel AA, pubblicato il 17 dicembre 2017.

## Tracce
1. Matamos – 3:22